# Lopé
Lopé è un dipartimento della provincia di Ogooué-Ivindo, in Gabon, che ha come capoluogo Booué.